# Polystichum

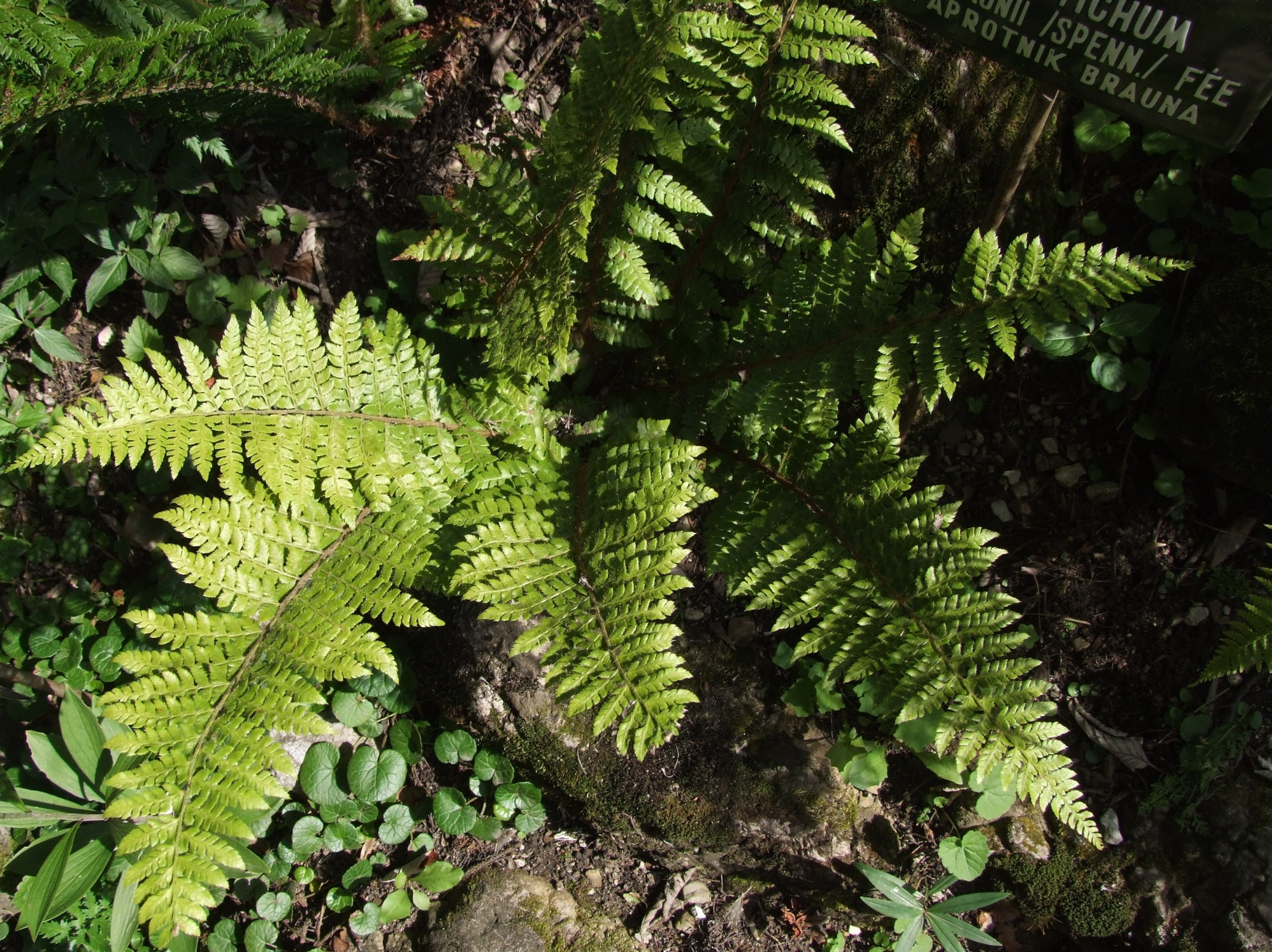
Polystichum braunii

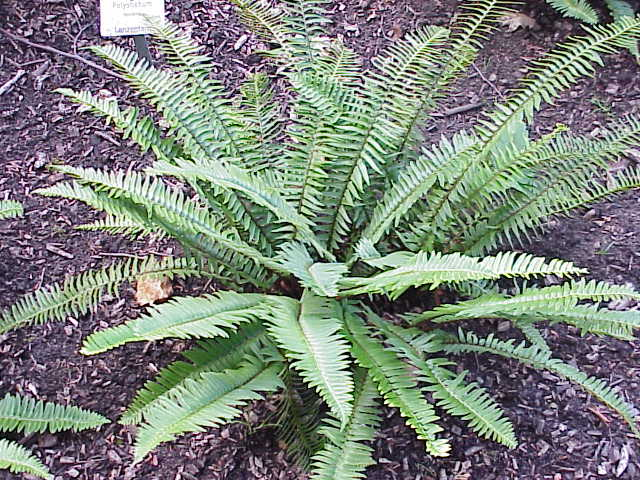
P. munitum

Polystichum és un gènere de falgueres de la família Dryopteridaceae, que compta amb unes 260 espècies amb distribució cosmopolita. La diversitat més gran es troba a l'est d'Àsia amb unes 120 espècies a la Xina; la regió de Mèxic a Brasil compta amb unes 100 espècies; tenen menor diversitat: Àfrica (17 espècies), Amèrica del Nord (15 espècies) i Europa (5 espècies).
Als Països Catalans són autòctones: Polystichum lonchitis, Polysticum aculeatum i, Polystichum setiferum.
Moltes d'aquestes falgueres formen una corona amb les arrels i les fulles fan de 30 a 200 cm de llarg.
L'espècie Polystichum tsus-simense de l'est d'Àsia es conrea com a planta ornamental.

## Algunes espècies
| - Polystichum acanthophyllum - Polystichum acrostichoides - - Polystichum aculeatum - - Polystichum acutidens - Polystichum acutipinnulum - Polystichum alcicorne - Polystichum aleuticum - Polystichum andersonii - Polystichum apici-sterile - Polystichum assurgens - Polystichum atkinsonii - Polystichum atuntzeense - Polystichum auriculatum - Polystichum australiense - Polystichum austro-tibeticum - Polystichum bakerianum - Polystichum biaristatum - Polystichum bicolor - Polystichum bomiense - Polystichum brachypterum - Polystichum braunii - - Polystichum brunneum - Polystichum californicum - Polystichum castaneum - Polystichum christii - Polystichum chunii - Polystichum conaense - Polystichum craspedosorum - Polystichum cyclolobum - Polystichum cystostegia - Polystichum decorum - Polystichum deltodon - Polystichum dielsii - Polystichum discretum - Polystichum dudleyi - Polystichum duthiei - Polystichum ellipticum - Polystichum erinaceum - Polystichum erosum - Polystichum excellens - Polystichum eximium - Polystichum falcatipinnum - Polystichum falcatum - - Polystichum falcilobum - Polystichum falcinellum - Polystichum fallax - Polystichum formosanum - Polystichum garhwalicum - Polystichum gongboense - Polystichum gyirongense - Polystichum gymnocarpum - Polystichum hancockii - Polystichum hecatopteron - Polystichum herbaceum - Polystichum ilicifolium - Polystichum imbricans - Polystichum incongruum - Polystichum integripinnulum - Polystichum lonchitis - Polystichum jizhushanense - Polystichum kiusiuense - Polystichum kodamae - Polystichum kruckebergii - Polystichum kwakiutlii - Polystichum lachenense - Polystichum lanceolatum - Polystichum lemmonii - Polystichum lentum - Polystichum lepidocaulon - Polystichum letum - Polystichum lhasaense - Polystichum lichiangense - Polystichum lonchitis - - Polystichum longidens - Polystichum longipaleatum - Polystichum longipes | - Polystichum luctuosum - - Polystichum macleae - Polystichum macrochlaenum - Polystichum makinoi - Polystichum martini - Polystichum mayebarae - Polystichum mediocre - Polystichum medogense - Polystichum microchlamys - Polystichum minusculum - Polystichum mohrioides - Polystichum mollissinum - Polystichum monotis - Polystichum monticola - - Polystichum morii - Polystichum moupinense - Polystichum munitum - - Polystichum muricatum - Polystichum nakenense - Polystichum neolobatum - Polystichum nepalense - Polystichum ningshenense - Polystichum nyalamense - Polystichum obliquum - Polystichum omeiense - Polystichum orientali-tibeticum - Polystichum paradoxum - Polystichum paramoupinense - Polystichum parvipinnulum - Polystichum piceopaleaceum - Polystichum platychlamys - Polystichum polyblepharum - - Polystichum prescottianum - Polystichum prionolepis - Polystichum proliferum - - Polystichum pseudo-castaneum - Polystichum pseudomakinoi - Polystichum pungens - - Polystichum qamdoense - Polystichum rarum - Polystichum retrorsopalaeceum - Polystichum rhombiforme - Polystichum rhomboideum - Polystichum richardii - Polystichum rigens - Polystichum rotundilobum - Polystichum scopulinum - Polystichum semifertile - Polystichum setiferum - - Polystichum setigerum - Polystichum setosum - Polystichum shensiense - Polystichum silvaticum - Polystichum simplicipinnum - Polystichum sinense - Polystichum squarrosum - Polystichum stenophyllum - Polystichum stimulans - Polystichum submite - Polystichum thomsoni - Polystichum tialoshanense - Polystichum tibeticum - Polystichum transvaalense - - Polystichum tripteron - Polystichum tsuchuense - Polystichum tsus-simense - - Polystichum tumbatzense - Polystichum vestitum - - Polystichum virescens - Polystichum watii - Polystichum wilsoni - Polystichum wuyishanense - Polystichum xiphophyllum - Polystichum yadongense - Polystichum yigongense |

Alguns híbrids
- Polystichum × bicknellii (P. aculeatum × P. setiferum)
- Polystichum × illyricum (P. aculeatum × P. lonchitis)
- Polystichum × lonchitiforme (P. lonchitis × P. setiferum)

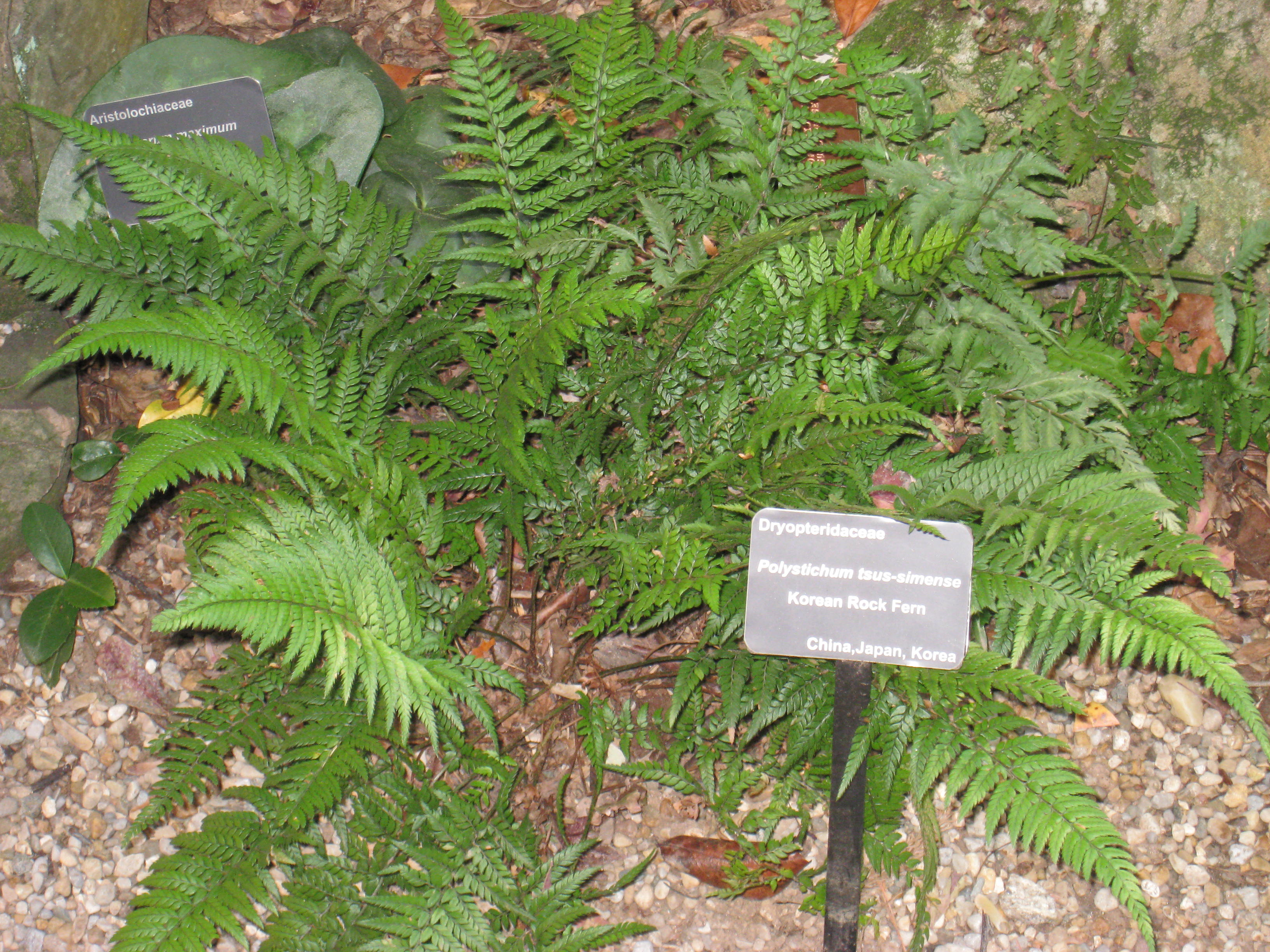
Polystichum tsussimense

## Refeències i enllaços externs
1. ↑  Oriol de Bolòs i Josep Vigo Flora dels Països Catalans 1980

- Jepson Manual Treatment

- the Polystichum homepage